# The Mark of Kri
The Mark of Kri (letterlijk vertaald als Het teken van Kri), is een avonturistisch actiespel dat in 2002 uitkwam in de Verenigde Staten en in 2003 in Europa. Het spel werd door Sony Computer Entertainment San Diego uitsluitend voor de PlayStation 2 uitgebracht.

## Spel
In het spel heeft de speler in het begin een vrij onuitgesproken karakter, maar naargelang het spel vordert wordt hij een machtige, onbevreesde held genaamd Rau. Dit personage zou deels zijn gemodelleerd naar de film Conan the Barbarian.
Het spel heeft meerdere facetten. Het is enerzijds een typisch hack and slash-spel, maar aan de andere kant bestaat het ook uit vele sluip- en tactische missies. Het spel bestaat maar uit één speelbaar karakter (Rau), maar dit wordt goedgemaakt door het aantal wapens die kunnen worden vrijgespeeld waardoor de speler grotere combo’s kan maken en meer variatie kan brengen in het ombrengen van zijn slachtoffers.
Het spel was een van de eerste met een gevechtssysteem: slachtoffers worden aangeduid, waarna een teken boven hun hoofd tevoorschijn komt. Op deze manier hoeft de speler enkel in de juiste volgorde op de tekens (vierkant, cirkel, kruisje of driehoek) te duwen waardoor een automatische aanval volgt. Dit zorgde ervoor dat de speler niet continu in beweging moest zijn en in de juiste positie staan tegenover de vijand om een aanval te kunnen uitvoeren.
De graphics van het spel lijken op de graphics van Disney-spellen, zoals Kingdom Hearts. Het spel bestaat uit zes stadia (levels) met een aantal ‘challenges’ (uitdagingen). Die kan een speler vrijspelen en aangaan na het uitspelen van het spel. In de uitdagingen zelf kunnen er nieuwe kostuums en tekeningen worden vrijgespeeld.

## Verhaal
Het verhaal concentreert zich op de hoofdrolspeler, Rau. Het spel speelt zich af in een klassieke, op de Maori geïnspireerde wereld. Rau is opgegroeid zonder zijn echte vader te hebben gekend. Hij werd geadopteerd en opgevoed door Baumusu. In het spel wordt er vaak gespeeld met duistere krachten, zo draait het spel rond zes tekens die op geen enkele manier bij elkaar mogen worden gezet. Deze tekens werden uit elkaar gehaald omwille van de duistere krachten die deze teweegbracht. Indien deze terug zouden worden samengebracht zou er een eeuwenoude duistere kracht over het hele land worden gespreid met als gevolg dat er totale chaos zou heersen. Rau is jong en uit op avontuur, op aanvraag van de uitbater van zijn lokale taverne gaat hij bepaalde opdrachten gaan uitvoeren. Zijn eerste opdracht vindt plaats in het plaatselijke bos. Er zijn steeds meer en meer bandieten die het territorium komen innemen. Rau krijgt de opdracht om deze bandieten weg te jagen, op alle mogelijke manieren.
Uiteindelijk blijkt dat deze bandieten niet enkel in het nabije bos zijn maar dat ze geleidelijk aan het hele plattelandwillen overnemen. Rau weet wat hij moet doen, voor vrede zorgen op een vredeloze manier weliswaar. Op een dag wordt hij aangesproken door een mysterieus figuur, Rau weet niet wat hij moet denken over dit duister figuur maar voert toch de opgegeven opdracht uit. Al snel beseft hij dat dit niet zomaar een opdracht blijkt te zijn. Hij leert zichzelf beter kennen bij het uitvoeren van de opdracht en beseft dat dit hem naar zijn lot zal leiden.
Het keerpunt ervan is dat hij zijn leven en dat van al zijn dierbaren op het spel zet.
In het hele spel wordt hij bijgestaan door zijn havik, Kuzo. Dankzij een goede opvoeding van deze havik kan Rau deze naar bepaalde locaties sturen. Daarnaast kan Rau dankzij een bovenmenselijke kracht alles door de ogen van zijn havik, Kuzo, zien. Dit zorgt ervoor dat hij zijn vijanden kan zien van op plekken dat zij hem niet kunnen zien. Zo kan hij een betere inschatting maken van wat hem te wachten staat en of hij al dan niet wijze beslissingen neemt.

## Personages
- Rau: Hoofdrolspeler van het spel. Het is een jonge en avontuurlijke jongen die tal van opdrachten gaat uitvoeren in het gehele spel met als doel de vrede te bewaren.
- Kuzo: De trouwe havik van Rau, kan gestuurd worden naar verschillende locaties in het spel zodat Rau weet wat en wie er hem te wachten staat. Rau kan alles door de ogen van zijn havik zien dankzij bovenmenselijke magische krachten.
- Baumusu: De adoptievader van Rau, is verantwoordelijk voor de opvoeding en gevechtstactieken van Rau.

## Trivia
- Het spel is opgenomen in het boek 1001 Video Games You Must Play Before You Die van Tony Mott.